# Eggert Knuth-Winterfeldt
Eggert Christian Flemming Knuth-Winterfeldt (* 3. Mai 1912 in San José; † 4. April 1978) war ein dänischer Chemiker und Professor der Metallkunde an Dänemarks Technischer Universität.

## Leben
Eggert Knuth-Winterfeldt wurde als viertes von vier Kindern des Bankdirektors Viggo Christian Knuth-Winterfeldt und dessen Gattin Clara Augusta Ingeborg Knuth-Winterfeldt, geborene Grüner geboren. Er entstammte dem Hause Knuth-Winterfeldt, einer Linie des mecklenburgisch-dänischen Uradelsgeschlechtes Knuth. Seine Brüder waren der Maler Preben und der Diplomat Kjeld Gustav.
1930 begann Knuth-Winterfeldt sein Studium an der Universität Roskilde, das er 1935 als mag. scient. im Fach Chemie abschloss. 1936 wurde er wissenschaftlicher Assistent an Dänemarks Technischer Universität. 1953 wurde er zum Dr. techn. promoviert. Knuth-Winterfeldt studierte schwedische Eisenwerke und kam auf seinen Studienreisen auch nach Deutschland, England und in die Vereinigten Staaten. Vom 1. Januar 1959 bis zum 31. Januar 1975 war er Rektor seiner Universität und Dänemarks Ingenieurakademie. Zudem war er Vizepräsident der Selskabet for metalforskning von 1949 bis 1953 und Präsident von 1953 bis 1959 sowie Vorsitzender der Selskabet for analytisk kemi von 1951 bis 1952. 1958 war Knuth-Winterfeldt Mitglied der Akademiet for de tekniske Videnskaber.

## Vorfahren
| Julius Knuth Graf von Knuthenborg                                      | Georgine Frederikke Vilhelmine Knuth, geb. von Hauch   | Gustav Christian Holck-Winterfeldt Graf von Winterfeldt          | Christiane Holck-Winterfeldt, geb. Danneskiold-Samsøe            | Gustav Grüner Kammerherr                              | Mariane Birgitte Grüner, geb. Røebye                  | ?                                                     | ?                                                     |
| Frederik Christian Julius Knuth Graf von Knuthenborg                   | Frederik Christian Julius Knuth Graf von Knuthenborg   | Anna Eleonora Frederikke Elisabeth Knuth, geb. Holck-Winterfeldt | Anna Eleonora Frederikke Elisabeth Knuth, geb. Holck-Winterfeldt | Georg Johan Røebye Grüner Kammerherr                  | Georg Johan Røebye Grüner Kammerherr                  | Clara Gudrun Grüner, geb. Simonsen                    | Clara Gudrun Grüner, geb. Simonsen                    |
| Viggo Christian Knuth-Winterfeldt Graf von Winterfeldt                 | Viggo Christian Knuth-Winterfeldt Graf von Winterfeldt | Viggo Christian Knuth-Winterfeldt Graf von Winterfeldt           | Viggo Christian Knuth-Winterfeldt Graf von Winterfeldt           | Clara Augusta Ingeborg Knuth-Winterfeldt, geb. Grüner | Clara Augusta Ingeborg Knuth-Winterfeldt, geb. Grüner | Clara Augusta Ingeborg Knuth-Winterfeldt, geb. Grüner | Clara Augusta Ingeborg Knuth-Winterfeldt, geb. Grüner |
| Eggert Christian Flemming Knuth-Winterfeldt Graf von Knuth-Winterfeldt |                                                        |                                                                  |                                                                  |                                                       |                                                       |                                                       |                                                       |